# 小行星19137
小行星19137（19137 Copiapó）是一颗绕太阳运转的小行星，为主小行星带小行星。该小行星于1989年2月19日发现。

## 轨道参数
小行星19137的轨道半长轴为380 704 922 km，2.5448190 UA，离心率为0.163。